# Michel Rog
Michel Richard Joachim Rog ('s-Hertogenbosch, 3 april 1973) is een Nederlands politicus en bestuurder. Hij is lid van NSC. Sinds 3 oktober 2024 is hij burgemeester van Bloemendaal. Eerder was hij namens het CDA wethouder van Haarlem (2020–2021) en Tweede Kamerlid (2012–2021). Daarvoor was hij namens D66 stadsdeelraadslid en fractievoorzitter van De Baarsjes (2002–2006).

## Maatschappelijke carrière
Van 1985 tot 1990 ging Rog naar de havo op het ds. Pierson College in 's-Hertogenbosch. Van 1990 tot 1991 volgde hij een tussenjaar aan de Vrije Hogeschool in Driebergen. Van 1991 tot 1997 studeerde hij maatschappijleer aan de lerarenopleiding van de Fontys Hogeschool in Tilburg. Tijdens zijn studie was hij werkzaam als bedrijfsleider en medewerker van een café, als huiswerkbegeleider in een buurthuis en als cursusontwikkelaar bij de Seniorenacademie.
Na afronding van de lerarenopleiding werkte Rog van 1998 tot 1999 als leraar maatschappijleer op het Cambreur College in Dongen. Daarna was hij van 1999 tot 2006 werkzaam voor vakbond De Unie in Hoofddorp als vakbondsbestuurder en teamleider burgerluchtvaart. Van 2006 tot 2008 was hij lid van het dagelijks bestuur en vicevoorzitter van CNV Onderwijs in Utrecht; hij was portefeuillehouder primair- en voorgezet onderwijs en verantwoordelijk voor marketing en communicatie en regio en beleid. Van 2008 tot 2012 was hij voorzitter van deze vakbond; in die hoedanigheid was hij onder meer lid van het algemeen bestuur van de CNV Vakcentrale en lid van de Sociaal-Economische Raad.
Van 2007 was tot 2019 hij eigenaar van Rog Consultancy; hij gaf training en advies aan vakbonden en ondernemingsraden, stond werkgevers en werknemers bij bij reorganisatie, cao-onderhandelingen en ontslag en deed vooral de laatste jaren dagvoorzitterschappen. In 2015 was hij formateur en in 2019 informateur in Alkmaar. In 2022 was hij informateur in Opmeer. Hij was onder meer bestuurslid van Humana en toezichthouder bij CNV Jongeren. Tot het burgemeesterschap was hij onder meer zelfstandig adviseur (Bureau Rog), lid van de raad van advies van de Vrije Hogeschool en toezichthouder bij Kwintessens Educatief. Naast het burgemeesterschap bleef hij voorzitter van de Vereniging van vrije scholen.

## Politieke carrière
Rog werd op zijn dertiende lid van de Jonge Democraten. Tussen 2002 en 2006 was hij fractievoorzitter van D66 in de Amsterdamse stadsdeelraad De Baarsjes. Hij was namens D66 woordvoerder in de commissies Onderwijs & Welzijn, Stadsdeelwerken en Wonen & Veiligheid. Hij was lid van het presidium. In 2006 maakte hij de overstap naar het CDA.
Bij de Tweede Kamerverkiezingen van 2012 stond Rog nummer 5 op de CDA-kandidatenlijst en werd hij verkozen tot Kamerlid. Op 20 september 2012 werd hij beëdigd. Op 29 november 2012 hield Rog zijn maidenspeech in een debat met minister Jet Bussemaker van Onderwijs, Cultuur en Wetenschap. Een door hem in 2013 ingediende en door de Tweede Kamer aangenomen motie leidde uiteindelijk tot de afschaffing van de verplichte kleutertoets in het basisonderwijs.
Bij de Tweede Kamerverkiezingen van 2017 stond Rog op plek 14 op de kandidatenlijst en werd hij herkozen. Hij was woordvoerder onderwijs en maatschappelijke diensttijd en tweede woordvoerder cultuur en emancipatiebeleid. Hij was voorzitter van de Tweede Kamercommissie Sociale Zaken en Werkgelegenheid en van de Parlementaire ondervragingscommissie Ongewenste beïnvloeding uit onvrije landen. Bij zijn afscheid als Kamerlid op 12 januari 2021 werd Rog benoemd tot ridder in de Orde van Oranje-Nassau. 
Van 17 december 2020 tot 30 oktober 2021 was Rog wethouder van financiën, openbare ruimte en sport in Haarlem namens het CDA. Rog trad in oktober 2021 af als wethouder nadat hij in opspraak was gekomen door zijn standpunt tegen het coronacertificaat. In augustus 2023 stapte hij over van het CDA naar NSC, mede opgericht door voormalig CDA'er Pieter Omtzigt.

## Burgemeester van Bloemendaal
Op 9 juli 2024 droeg de gemeenteraad van Bloemendaal Rog voor als nieuwe burgemeester. Met ingang van 3 oktober van dat jaar werd hij bij koninklijk besluit benoemd. Op die dag werd hij ook beëdigd en geïnstalleerd.
Rog kreeg in zijn portefeuille: wettelijke taken ex artikel 170 t/m 180 Gemeentewet; openbare orde & veiligheid (inclusief brandweer, politie, boa’s, rampenbestrijding, VRK, APV, ondermijning, reddingsbrigade, Veilig Thuis en Zorg- en Veiligheidshuis Kennemerland); integriteitsbeleid; integrale handhaving & handhavingsbeleid (wettelijke kaders); coördinerend portefeuillehouder bestuurlijke regionale samenwerking; coördinatie participatie inwoners; communicatie & bestuurlijke vernieuwing; representatie & externe betrekkingen.
Rog werd vertegenwoordiger namens Bloemendaal als voorzitter van de Stichting Bloemendaals Initiatief, als lid van de bestuurscommissie openbare veiligheid en het algemeen bestuur van de Veiligheidsregio Kennemerland en als beschermheer van de Vrijwillige Bloemendaalse Reddingsbrigade.

## Persoonlijk
Rog is getrouwd en heeft twee zonen.
- Parlement.com: vj0ac2goeulm